# О вреде табака
«О вреде́ табака́» — сцена-монолог в одном действии Антона Павловича Чехова. Написана в 1886 году, окончательный вариант вышел в 1903-м.

## Сюжет
Действие происходит в одном из провинциальных клубов, куда на эстраду выходит Иван Иванович Нюхин, «муж своей жены, содержательницы музыкальной школы и женского пансиона». Жена велела прочесть лекцию «о вреде табака». Ослушаться Нюхин не смеет, но жалуется, что вынужден читать «сухую, научную лекцию», и это при том, что сам — страстный курильщик. Едва начав разговор о табаке, он сбивается на рефлексивное повествование о взаимоотношениях с женой, с дочерьми, о своих мечтаниях и наступившей старости.
Надо вам заметить, жена моя содержит музыкальную школу и частный пансион, то есть не то чтобы пансион, а так, нечто вроде. Между нами говоря, жена любит пожаловаться на недостатки, но у неё кое-что припрятано, этак тысяч сорок или пятьдесят, у меня же ни копейки за душой, ни гроша — ну, да что толковать!
И скоро начинает говорить о себе и своей загубленной жизни.
Бежать, бросить всё и бежать без оглядки… куда? Всё равно куда… лишь бы бежать от этой дрянной, пошлой, дешёвенькой жизни, превратившей меня в старого, жалкого дурака, старого, жалкого идиота, бежать от этой глупой, мелкой, злой, злой, злой скряги, от моей жены, которая мучила меня тридцать три года, бежать от музыки, от кухни, от жениных денег, от всех этих пустяков и пошлостей…
В порыве отчаяния он срывает с себя фрак, который надевал ещё тридцать лет назад, когда венчался, и топчет его ногами. Он жаждет только покоя. Заметив стоящую за кулисами жену, он быстро завершает лекцию несколькими словами о вреде табака. Его последняя фраза — Dixi et animam levavi.

## История создания
Известно, что монолог был написан в феврале 1886 года. 14 числа Чехов отослал его в редакцию «Петербургской газеты», где он и был впервые опубликован 17 февраля того же года за подписью А. Чехонте. Через месяц 11 марта текст был отослан в драматическую цензуру, где был принят Егором Ивановичем Кейзер-фон-Нилькгеймом. 6 апреля этого же года Чехов отослал текст Н. А. Лейкину для готовившейся к изданию книге «Пёстрые рассказы», увидевшей свет в мае. Сам Чехов не был доволен рассказом и даже попросил своего издателя исключить его из полного собрания сочинения и никогда не публиковать.
В 1898 году Чехов вновь перерабатывает текст. Указывают, что это могло быть связано с просьбой литератора Я. Мерперта выслать в Париж одну из одноактных пьес для постановки. Правки состояли в существенном изменении общего тона и содержания «лекции» Нюхина, и их можно считать началом второй редакции текста пьесы. Чехов усиливает впечатление от псевдонаучного слога лектора, вводя новые штампы. Кроме того, в новой редакции острее ощущается социально-психологическая проблематика, которая характерна для творчества писателя в 1890-е. Нюхин то и дело жалуется то на жену, то вообще на мещанский быт, который так его угнетает.
Чехов не хотел включать пьесу в собрание сочинений. Однако во время работы над «Вишнёвым садом» окончательно переработал текст, о чём извещал свою жену. В письме к А.Ф. Марксу от 1 октября 1902 года Чехов сообщал:
В числе моих произведений, переданных Вам, имеется водевиль «О вреде табака», — это в числе тех произведений, которые я просил Вас исключить из полного собрания сочинений и никогда их не печатать. Теперь я написал совершенно новую пьесу под тем же названием «О вреде табака», сохранив только фамилию действующего лица, и посылаю Вам для помещения в VII томе.
Новый вариант разительно отличался от версии 1886 года, сильнее обличая душное мещанское существование, которое должен был влачить главный герой. Теперь судьба Нюхина повторяла судьбу многих героев чеховских пьес и рассказов, загнанных в угол житейскими проблемами.
В новой редакции пьеса вошла в XIV том второго прижизненного собрания сочинений, вышедшего в 1903 году в качестве приложения к журналу «Нива».

## Экранизация
- 1964 — О вреде табака / Over de schadelijkheid van tabak (ТВ, Бельгия)
- 1966 — О вреде Табака / Om tobakens skadlighet (ТВ, Швеция), режиссёр Бернт Калленбо[швед.]
- 1966 — О вреде табака / Om tobakkens skadelige virkninger (ТВ, Дания), режиссёр Габриэль Аксель
- 1967 — Табак вреден / Tupakan vahingollisuudesta (ТВ, Финляндия), режиссёр Eila Arjoma
- 1970 — Карусель (СССР), режиссёр Михаил Швейцер, новелла «О вреде табака»; в ролях: Евгений Леонов — Иван Иванович Нюхин
- 1977 — Чеховские страницы (ТВ, СССР), режиссёры Николай Александрович, Евгений Радомысленский; в ролях: Анатолий Кторов — Нюхин
- 2004 — О вреде табака / O stetnosti duvana (ТВ, Сербия и Черногория), режиссёр Петар Зек
- 2010 — О вреде табака / The Dangers of Tobacco. Эпизод сериала Короткие комедии Чехова / Chekhov Comedy Shorts. Режиссёр Кристин Джернон